# Синошевићи
Синошевићи су насеље у Србији у општини Горњи Милановац у Моравичком округу. Према попису из 2022. било је 166 становника. Удаљено је 12 км од Горњег Милановца. Налази се поред старог пута за Пожегу, недалеко од Такова, на надморској висини од 300 до 400 м и на површини од 401 ха.

## Историја
Ово село било је насељено још у средњовековној Србији, али о њему нема ширих података. Мештани су били присиљени да се иселе пред турском најездом. Нови досељеници су пристигли из Старог Влаха, Босне и ужичког краја и населили ово село у 18. веку. Данашњи изглед села формиран је пред Први српски устанак. По предању име су му дали управо досељеници.
Село је некада припадало општини и школи у суседном селу Такову, као и парохији цркве на Савинцу. Сеоска слава је други дан Тројице.
У ратовима у периоду од 1912. до 1918. године село је дало 60 ратника. Погинуло их је 37 а 23 је преживело.

## Демографија
У пописима село је 1910. године имало 320 становника, 1921. године 259, а 2002. године тај број је спао на 196.
У насељу Синошевићи живи 167 пунолетних становника, а просечна старост становништва износи 42,3 година (42,2 код мушкараца и 42,4 код жена). У насељу има 63 домаћинства, а просечан број чланова по домаћинству је 3,17.
Ово насеље је у потпуности насељено Србима (према попису из 2002. године).
|  |

| Демографија | Демографија | Демографија |
| Година      | Становника  | Становника  |
| ----------- | ----------- | ----------- |
| 1948.       | 355         |             |
| 1953.       | 316         |             |
| 1961.       | 267         |             |
| 1971.       | 222         |             |
| 1981.       | 223         |             |
| 1991.       | 225         | 218         |
| 2002.       | 200         | 200         |
| 2011.       | 174         |             |

| Етнички састав према попису из 2002.‍ | Етнички састав према попису из 2002.‍ | Етнички састав према попису из 2002.‍ | Етнички састав према попису из 2002.‍ | Етнички састав према попису из 2002.‍ |
| ------------------------------------ | ------------------------------------ | ------------------------------------ | ------------------------------------ | ------------------------------------ |
|                                      |                                      |                                      |                                      |                                      |
| Срби                                 | Срби                                 |                                      | 200                                  | 100,0%                               |
| непознато                            | непознато                            |                                      | 0                                    | 0,0%                                 |

| Година пописа     | 1948. | 1953. | 1961. | 1971. | 1981. | 1991. | 2002. |
| ----------------- | ----- | ----- | ----- | ----- | ----- | ----- | ----- |
| Број домаћинстава | 64    | 62    | 65    | 66    | 65    | 67    | 63    |

| Број чланова      | 1  | 2  | 3 | 4  | 5 | 6 | 7 | 8 | 9 | 10 и више | Просек |
| ----------------- | -- | -- | - | -- | - | - | - | - | - | --------- | ------ |
| Број домаћинстава | 12 | 18 | 5 | 13 | 8 | 5 | 1 | 1 | 0 | 0         | 3,17   |

| Пол    | Укупно | Неожењен/Неудата | Ожењен/Удата | Удовац/Удовица | Разведен/Разведена | Непознато |
| ------ | ------ | ---------------- | ------------ | -------------- | ------------------ | --------- |
| Мушки  | 90     | 30               | 54           | 6              | 0                  | 0         |
| Женски | 84     | 14               | 56           | 13             | 1                  | 0         |
| УКУПНО | 174    | 44               | 110          | 19             | 1                  | 0         |

| Пол    | Укупно                    | Пољопривреда, лов и шумарство | Рибарство                            | Вађење руде и камена | Прерађивачка индустрија       |
| ------ | ------------------------- | ----------------------------- | ------------------------------------ | -------------------- | ----------------------------- |
| Мушки  | 51                        | 17                            | 0                                    | 0                    | 19                            |
| Женски | 35                        | 12                            | 0                                    | 0                    | 15                            |
| УКУПНО | 86                        | 29                            | 0                                    | 0                    | 34                            |
| Пол    | Производња и снабдевање   | Грађевинарство                | Трговина                             | Хотели и ресторани   | Саобраћај, складиштење и везе |
| Мушки  | 2                         | 1                             | 2                                    | 1                    | 5                             |
| Женски | 0                         | 0                             | 1                                    | 1                    | 1                             |
| УКУПНО | 2                         | 1                             | 3                                    | 2                    | 6                             |
| Пол    | Финансијско посредовање   | Некретнине                    | Државна управа и одбрана             | Образовање           | Здравствени и социјални рад   |
| Мушки  | 0                         | 1                             | 1                                    | 1                    | 0                             |
| Женски | 1                         | 0                             | 0                                    | 0                    | 4                             |
| УКУПНО | 1                         | 1                             | 1                                    | 1                    | 4                             |
| Пол    | Остале услужне активности | Приватна домаћинства          | Екстериторијалне организације и тела | Непознато            | Непознато                     |
| Мушки  | 0                         | 0                             | 0                                    | 1                    | 1                             |
| Женски | 0                         | 0                             | 0                                    | 0                    | 0                             |
| УКУПНО | 0                         | 0                             | 0                                    | 1                    | 1                             |